# Stazione di Petosino
La stazione di Petosino era una fermata della ferrovia della Valle Brembana a servizio dell'omonima frazione del comune di Sorisole.

## Storia
La fermata fu attivata con il cambio d'orario del 15 ottobre 1908. Non era infatti presente negli orari al momento dell'apertura della ferrovia e nei mesi seguenti.
Il servizio viaggiatori fu soppresso assieme a quello della linea ferroviaria, il 17 marzo 1966.

## Strutture e impianti
La fermata si trovava in piena linea: era dotata di un fabbricato viaggiatori in muratura, a due livelli fuori terra, esternamente ornato di elementi architettonici in stile liberty, come le altre costruzioni della FVB.

## Movimento
La fermata era servita dai treni omnibus e accelerati Bergamo-San Giovanni Bianco fino al 1926, quando, a seguito dell'apertura della linea per Piazza Brembana, furono prolungati fino al nuovo capolinea.